# Tagarabuena
Tagarabuena es una localidad del municipio de Toro, en la provincia de Zamora (España).

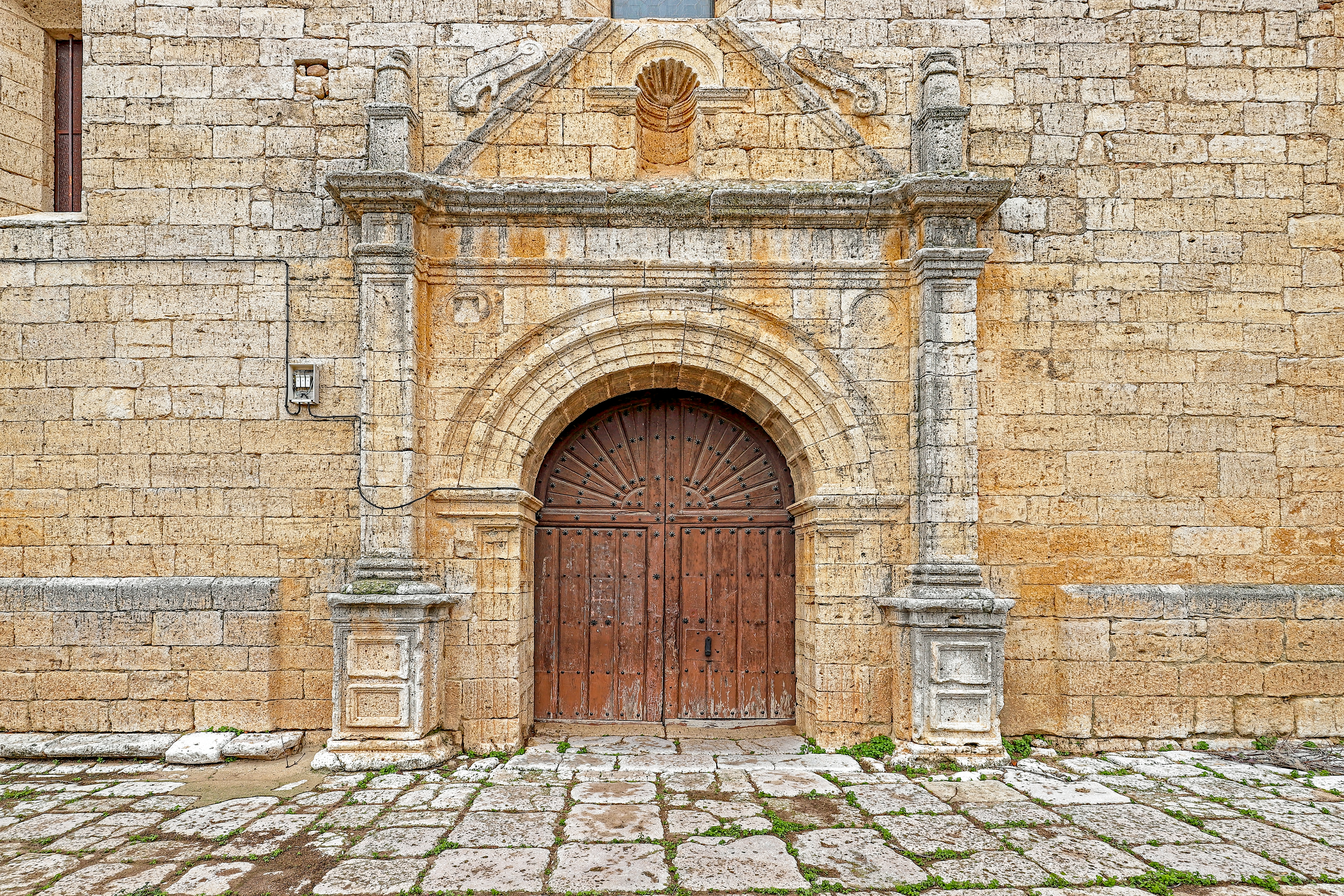
Portada de iglesia de San Juan Bautista

## Toponimia
Tagarabuena se denominaba Tavarabuena en el Censo de la Sal de 1631 y contaba con 150 vecinos (500 personas). En todo caso, no queda claro el origen de su nombre, existiendo la teoría de quienes han querido ver en él una deformación de tierra buena.
(I) Sobre un posible origen heleno del topónimo:
“...También en la Galicia se cuenta que se establecieron algunos de los co[n]militones de Teucro, y que allí edificaron pueblos, uno de los cuales es el llamado Helenes: otro  llamado Amfilochia, del nombre de Amfiloco, que murió en este sitio, y sus compañeros se dispersaron por aquellos contornos (3). También dice el mismo [Asclepíades de Myrlea], citando a  algunos historiadores, que ciertos compañeros de Hércules (4) condujeron a la Iberia una colonia desde la ciudad de Mess[i]ana (5). Este mismo y otro antiguo escritor afirman que los lacones o espartanos edificaron algunos pueblos en la Cantabria: y que en aquella región está la ciudad de Opsicela, edificada por Opsicelo, compañero de Antenor, cuando este y sus hijos hicieron  su viaje a la Italia.
[Notas] (3) Sobre estas ciudades se hablará en el Diccionario; y nótese de paso que Estrabon no da por ciertas y sentadas estas fundaciones, sino como que otros más antiguos así lo cuentan, como Posidonio, Artemidoro y Asclepiades Mirleano. 
4) Este Hércules es posterior al que vino a la Iberia antes de los fenicios.
(5) Ciudad de la Sicilia, edificada por los messenios”.
El señor Cortés, por otros autores, ofrece varios intentos de localización de la antigua Amphilochia:
“... El sabio Obispo Pérez en sus notas al Cronicon de Vaseo dejó escrito que correspondía a un pueblo llamado Antiochia, a dos leguas de Orense: hodie Antiochia. Acaso quiso decir Chalcedoa, pueblo de Galicia, donde se conservan indicios de población, perteneciente a los Amphilocos. como dice Cean. Mas este último la redujo a  Guinzo. El Sr. Campomanes en su discurso preliminar al Periplo de Hannon por la autoridad del P. Sarmiento redujo Amphilochia a Orense”.
Asclepiades era natural de Myrlea, Bithynia (siglos II-I a. C.), como fuente de Estrabón en la península ibérica habría al menos que ponerle algo de atención en cuanto a la colonización y fundación de la ciudad de Amphilochia por griegos. Por otro lado, Chalcedonia fue una ciudad fundada por griegos megarenses en Bithynia y, por aproximación toponímica, casa bien con la Chalcedoa (¿?; quizá Salceda de Caselas o las Salcedo pontevedresa o cántabra) citada por el Sr. Cortés.
Hecha esta pequeña orientación, en el diccionario heleno español se halla: tagari, ταγάρι talega, alforja, mochila, zurrón. En la anticuada guía telefónica el apellido Talegón destacaba en la localidad de Tagarabuena. (II)
De (I) a (II) datos de Vástagos de Hércules I (pendiente de edición).

## Historia
Como el resto de alfoz toresano, durante la Edad Media Tagarabuena quedó integrado en el Reino de León, cuyos monarcas habrían acometido la repoblación de la localidad dentro del proceso repoblador llevado a cabo en la jurisdicción toresana.
Ya en la Edad Moderna, Tagarabuena estuvo integrado en la provincia de Toro, dependiendo desde la Edad Media del arciprestazgo toresano, siendo desde las Cortes leonesas de 1188 una de las localidades representadas por la ciudad de Toro en Cortes.
No obstante, al reestructurarse las provincias y crearse las actuales en 1833, la localidad pasó a formar parte de la provincia de Zamora, dentro de la Región Leonesa, integrándose en 1834 en el partido judicial de Toro.
En 1970 dejó de tener ayuntamiento propio y se integró en Toro como un barrio de la misma ciudad.

## Geografía humana

### Demografía
| Gráfica de evolución demográfica de Tagarabuena entre 1842 y 1960 |
| |
| Población de derecho según los censos de población del INE Población de hecho según los censos de población del INEEntre el censo de 1970 y el anterior, este municipio desaparece porque se integra en el municipio 49219 (Toro) |

## Patrimonio
La actual iglesia parroquial de San Juan Bautista data originalmente del siglo XVI, habiendo sufrido numerosos añadidos y reformas en los siglos siguientes.